# Братски ред рођења и мушка сексуална оријентација
Братски ред рођења и мушка сексуална оријентација или ефекат старијег брата у корелацији су, након што је значајан број истраживања утврдио, да што је више старије мушке браће рођено од исте мајке, већа вероватноћа да ће ова браћа имати хомосексуалну оријентацију.
На основу анализа логистичке регресије утврђено је да је хомосексуалност била у позитивној корелацији са бројем старије браће пробанада (фенотипске особине код већег броја особа у крвном сродству, у низу генерација) али не и са старијих сестрама, млађом браћом, млађим сестрама или узрастом родитеља у тренутку рођења пробанда, и да је сваки додатни старији брат повећавао је шансу за хомосексуалност за 33%. Ове резултате ограничава распон могућих теорија феномена о поретку рођења на оне које могу објаснити не само зашто старија браћа повећавају вјероватноћу хомосексуалности код касније рођених мушкараца, већ и зашто старије сестре нити појачавају овај ефекат нити му се супротстављају.

## Општа разматрања
Реј Бланшар и Ентони Богаерт први су идентификовали ту повезаност 1990-их и назвали је ефекат братског поретка рођења. Научници су ефекат приписали пренаталном биолошком механизму, јер је повезаност присутна само код мушкараца са старијом биолошком браћом, а није присутна код мушкараца са старијом полубраћом и усвојеном браћом. Сматра се да је механизам настао као последица имунолошког одговор мајке на мушке фетусе, при чему антитела неутралишу мушке И-протеине за које се сматра да играју улогу у сексуалној диференцијацији током интраутериног развоја. Биохемијски докази за ову хипотезу откривени су 2017. године, када је утврђено да мајке са сином хомосексуалцем, посебно оне са старијом браћом, имају повећан ниво антитела на неуролигин  NLGN4Y-протеин него мајке са хетеросексуалним синовима.
Ефекат постаје јачи са сваком додатном мушком трудноћом, при чему се шансе да следећи син буде геј повећавају за 38–48%. То не значи да ће сви или већина синова бити геј након неколико мушких трудноћа, већ се шансе да ће имати геј сина повећавају са отприлике 2% за прворођеног сина, на 3% за другог, 5% за трећег и тако даље.
Две студије су процениле да између 15% и 29% геј мушкараца своју сексуалну оријентацију дугује овом ефекту, али се напомиње да тај број може бити већи пошто су претходни побачаји и прекиди можда изложили њихове мајке антигенима везаним за Y-антиген. У начелу сматра се да се овај одговор мајке не односи на прворођене геј синове и да они своју оријентацију могу захвалити генима, пренаталним хормонима и другим имуним одговорима мајке који такође утичу на развој мозга детета.  Међутим, лабораторијска студија из 2017. године открила је да мајке без синова имају антитела на мушке ћелије, што може бити узроковано уобичајеним раним побачајима, и на тај начин изазвати ефекат на првог живорођеног сина. Научници су за ову појаву понудили разна еволуциона објашњења зашто реакција и даље постоји.

## Биолошки механизми
До сада су  идентификована   три типа биолошких механизама.
Прво - рад на различитим животињским моделима је показао да се преференција сексуалних партнера може експериментално модификовати перинаталним третманима сексуалним стероидима: маскулинизација - развој гинефилије, (привлачност према женкама) након излагања тестостерону или његовим естрогеним метаболитима и феминизација - развој андрофилије (привлачност према мушкарцима) у (релативном) одсуству ових стероида током критичног периода развоја. Корелативне студије сугеришу да су ови механизми присутни и код људи. Ендокрине патологије које модификују ембрионално хормонско окружење повезане су са повећаном инциденцом хомосексуалности. Поред тога, бројне епидемиолошке студије су показале да геј мушкарци и лезбијке показују делимичан  морфолошких, физиолошки преокрет).
Друго - постоје јаки докази, из студија породичног стабла и монозиготних и дизиготних близанаца, о генетској компоненти за контролу сексуалне оријентације, чак и ако су покушаји да се идентификују специфични гени који су укључени до сада имали мало успеха.   Недавне публикације такође сугеришу да би епигенетски механизми могли бити укључени, али су специфичности до сада остале неухватљиве.
Треће - и директно релевантно за Богаерт ет ал.  хомосексуалност код мушкараца је доследно и више пута повезана са присуством старије браће рођене од исте мајке, ФБО ефекат.  Док ФБО представља најбоље документовани биолошки утицај на сексуалну оријентацију, основни механизми су до сада остали потпуно спекулативни.

### Други налази
Bearman и Brückner  (2002) су тврдили да су студије које показују ефекат братског реда рођења користиле нерепрезентативне узорке и/или индиректне извештаје о сексуалној оријентацији браће и сестара. Њихова анализа, фокусирана на близанце супротног пола, није пронашла повезаност „између истополне привлачности и броја старије браће и сестара, старије браће или старијих сестара“.
Студија Франсиса (2008), користећи истоветно истраживање Add Health  уз ширу анализу, показала је веома слабу корелацију мушке истополне привлачности са више старије браће (али је открила значајну негативну корелацију привлачности мушкараца истог пола који имају старије сестре, или оне које су искусиле ненулти ниво привлачности према истом полу имале су значајно мање шансе да имају старије сестре).
Неуспех ових студија да покажу ефекат братског поретка рођења приписује се њиховим методолошким манама.  Иако су користили велике узорке адолесцената, ниске основне стопе истополне привлачности и понашања у популацији резултовале су величинама узорака које су биле премали за процену односа између реда рођења и сексуалне оријентације.
Ефекат братског поретка рођења такође је можда био замагљен у овим студијама због њихове употребе различитих метода класификације сексуалне оријентације и њихових непрецизних мерења сродства.  Реј Бланшар је објаснио да доказљивост ефекта братског поретка рођења делимично зависи од адекватног подударања средње величине породице хомосексуалних и хетеросексуалних студијских група и приметио да је у две горе наведене студије средња величина породице хомосексуалних група била значајно мања него у групама за поређење хетеросексуалаца.  Конкретно, хетеросексуални мушкарци су имали већи број браће и сестара у целини од хомосексуалних мушкараца, што је можда замаглило анализе групних разлика код старије браће и спречило демонстрације. ефеката братског реда рођења.  Истраживачи су стога нагласили неопходност поређења група на основу мере средње величине породице и сугерисали да би, у две студије, алтернативна метрика редоследа рођења која контролише величину брата дала резултате који су у складу са ефектом братског реда рођења. Од објављивања Bearman и  Bruckner's студије 2002. године, следеће студије које су користиле репрезентативне националне узорке вероватноће и директне извештаје о сексуалној оријентацији браће и сестара откриле су ефекат братског поретка рођења.
Currin et al. (2015) су спровели студију која истражује постојање ефекта братског поретка рођења у различитим димензијама сексуалне оријентације – наиме, идентитету, привлачности, фантазијама и понашању – док су претходна истраживања проучавала само једну такву димензију (идентитет). Учесници студије су подељени у две групе: "хетеросексуалну групу" и "нехетеросексуалну" групу. Да би се утврдило коју етикету су учесници користили да идентификују своју сексуалну оријентацију, учесници су упитани: "Како бисте класификовали своју сексуалну оријентацију?"  одабрана је једна  од  пет опција (хетеросексуална, углавном хетеросексуална, бисексуална, углавном геј/лезбијка, геј/лезбијка). Људи који су изабрали „хетеросексуалну“ сврстани су у хетеросексуалну групу, док су људи који су изабрали „геј/лезбијка“ стављени у нехетеросексуалну групу. Да би проценили сексуалну привлачност, учесници су упитани: „Колико сте сексуално привучени мушкарцима?“   са Ликертове скале од 7 тачака у распону од 1 (уопште) до 7 (веома). Учесници су такође упитани „Колико сте сексуално привучени женама?“ и представљени су истом Ликертовом скалом. Људи који су одабрали 1 (уопште не) када су одговарали на питање о сексуалној привлачности истог пола стављени су у хетеросексуалну групу. Људи који су одабрали 2 или више стављени су у нехетеросексуалну групу.  Да би проценили сексуално понашање, учесницима је постављено питање:
„Који је укупан број мушких сексуалних партнера које сте имали?“ и "Који је укупан број женских сексуалних партнера које сте имали?"
Сексуални партнер је дефинисан као неко са ким је учесник имао пенис-вагиналну пенетрацију, орални секс, анални секс и/или међусобну мастурбацију. Појединци који су идентификовали да имају било ког истополног сексуалног партнера (1 или више) стављени су у нехетеросексуалну групу, док су појединци који нису идентификовали да имају истополног сексуалног партнера смештени у хетеросексуалну групу.  Да би проценили сексуалне фантазије, учесници су упитани...
„Који проценат ваших сексуалних фантазија током мастурбације укључује мушкарце?“ и оценио питање од 0% до 100%. Сваки учесник је такође упитан...
„Који проценат ваших сексуалних фантазија током мастурбације укључује жене?“  и оценио питање од 0% до 100%. 
Ако је појединац подржао да има било какве истополне сексуалне фантазије (1% или више), био је сврстан у нехетеросексуалну групу, у супротном би био сврстан у хетеросексуалну групу. Користећи ове критеријуме за идентитет сексуалне оријентације, привлачност, фантазије и понашање, Currin et al.(2015) нису успели да покажу ефекат за било коју димензију у свом узорку од 722 дешњака (од којих је 500 класификовано као хетеросексуално, а 122 као нехетеросексуално), иако је студија прилагођавала разлике у величини породице између две групе.
Метаанализа из 2017. анализирала је студије о ефекту братског поретка рођења, укључујући рад Currin-а et al. (2015). Мета-анализа је имала укупан узорак од 7.140 хомосексуалних мушкараца и 12.837 хетеросексуалних мушкараца. Резултати мета-анализе потврдили су поузданост ефекта братског поретка рођења.
Frisch et al. (2006) нису пронашли корелацију између старије браће и истополних заједница између мушкараца на узорку од преко 2 милиона Данаца. Уместо тога, истраживачи су открили корелацију између таквих група и вишка старијих сестара. Фриш је упозорио да се налази о корелатима хетеросексуалног и хомосексуалног брака не могу тумачити као да су налази о корелатима хетеросексуалне и хомосексуалне оријентације. Реј Бланшар је извршио поновну анализу Фришових података користећи процедуре које су коришћене у претходним студијама братског реда рођења. Према његовој анализи,  једина група чији су подаци личили на податке из претходних студија били су хомосексуално ожењени мушкарци" што потврђује ефекат реда рођења. Даље је критиковао извођење закључака на основу података о ожењеним особама, будући да хетеросексуално ожењене особе такође имају изразито другачији однос полова старијег брата и сестре од хетеросексуално оријентисаних особа.

### Квантитативни налази
Истраживање о ефекту братског поретка рођења показало је да за сваког старијег брата које мушко дете има, постоји 33% повећање природног изгледа да је мушко дете хомосексуално.  Природне шансе да мушко дете (без старије браће) буде хомосексуално процењује се на 2%. Дакле, ако мушкарац без старије браће има 2% шансе да буде хомосексуалац, ефекат братског реда рођења повећава те шансе за 33% за сваког старијег брата, тада мушкарац са једним старијим братом има 2,6% шансе да буде хомосексуалац; мушкарац са два старија брата има шансе од 3,5%, а мушкарци са три и четири старија брата имају 4,6%, односно 6,0% шансе.
Процене удела хомосексуалних мушкараца који своју сексуалну оријентацију дугују ефекту братског реда рођења кретале су се од 15,1%  до 28,6%.
Кантор и сарадници (2002)  открили су су следећи проценат хомосексуалних мушкараца који могу приписати своју хомосексуалну оријентацију ефекту братског реда рођења.
- 0% хомосексуалних мушкараца без старије браће,
- 24% хомосексуалних мушкараца са једним старијим братом,
- 43% хомосексуалних мушкараца са два старија брата,[26]

Такође су Кантор и сарадници показали да би ефекат братског поретка рођења превазишао све друге узроке хомосексуалности комбиноване у групама геј мушкараца са 3 или више старије браће и да би тачно био једнак свим другим узроцима комбинованим у теоријској групи са 2,5 старије браће.
Хомосексуалци који своју сексуалну оријентацију нису стекли путем братског поретка рођења (на пример, хомосексуалци без старије браће) дугују своју хомосексуалност другим узроцима као што су одређени полиморфни гени (колоквијално названи „геј гени“) или нивоу пренаталног хормона током развој фетуса.

#### Тежина на рођењу
Закључак да механизам братског поретка рађања функционише током интраутериног развоја мушкарца у материци донео је неочекивано током истраживања сексуалне оријентације, податке о редоследа рођења и тежине на рођењу. Бланшар и Елис (2001) проучавали су 3.229 мушких и женских хомосексуалних и хетеросексуалних одраслих (пробанда) чије су мајке знале пол сваког детета (или фетуса) са којим су били трудни пре пробанда.  Као резултат студије, направљена су три главна запажања:
- Хетеросексуални мушкарци са старијом браћом имали су мању тежину при рођењу од хетеросексуалних мушкараца са старијим сестрама
- Хомосексуалци са старијом браћом су тежили мање од хетеросексуалних мушкараца са старијом браћом;
- Хомосексуални и хетеросексуални мушкарци који нису имали старије браће и сестара или само старије сестре нису се разликовали по тежини рођења.

Сваки од ова три налаза је од тада реплициран у другим студијама  (а општи налаз да дечаци са старијом браћом имају мању порођајну тежину од дечака са старијим сестрама је у складу са ранијим студијама). Ови подаци сугеришу да претходне мушке трудноће утичу на развој наредних мушких фетуса; да се тај утицај у различитој мери осећа на појединим плодовима; и да су они фетуси који су највише погођени овим процесом, као што се види по њиховој релативно нижој порођајној тежини, такође највероватније хомосексуални. Интеракција братског реда рођења са тежином рођења (очигледно пренатално одређена особина) сугерише да механизам ефекта братског реда рођења функционише пре рођења појединца (или ин утеро). Такође показује да чак и у тренутку рођења постоји физички маркер сексуалне оријентације (тежина на рођењу) која је повезан са бројем старије браће.

## Супротстављени ставови
Дебата о природи и подршци ове теорије и даље није изграђена у главама многих научника и истраживача, упркос консензусу да су ово комплементарна, а не међусобно искључива објашњења. Међутим, ниједно од поља истраживања које је предмет  дебата на ову тему не изазива жешће контроверзе од оних које испитују приближне узроке сексуалне оријентације, посебно оне њене ређе облике и стога, можда, више збуњује облик: хомосексуалност. Остаје без одговора зашто питања која се остављају на страну а која испитују узроке хетеросексуалности не привлаче пажњу. Теорије које се углавном ослањају на психолошке и социјалне механизме тврде да је новорођенче у суштини неутрално и да се сексуална оријентација развија у детињству и адолесценцији кроз различите утицаје социјализације. 
Неколико студија које нису уочиле корелацију између геј мушкараца и реда рођења мушког детета генерално су критиковане због методолошких грешака и метода узорковања. На ту тему John Michael Bailey је рекао да није идентификована ниједна веродостојна хипотеза осим она о имунолошком одговора мајке. 